# 숲겨울잠쥐속
숲겨울잠쥐속 또는 숲동면쥐속(Dryomys)는 겨울잠쥐과에 속하는 설치류 분류군의 하나이다. 유라시아에 분포하는 현존 3종으로 이루어져 있다. 모식종은 숲겨울잠쥐(Dryomys nitedula)이다.

## 하위 종
- † D. apulus
- 양털겨울잠쥐 (D. laniger)
- 발루치스탄숲겨울잠쥐 (D. niethammeri)
- 숲겨울잠쥐 (D. nitedula)